# Тетильковцы (Львовская область)
Тетильковцы (укр. Тетильківці) — село в Подкаменской поселковой общине Золочевского района Львовской области Украины.
Население по переписи 2001 года составляло 213 человек. Занимает площадь 0,835 км². Почтовый индекс — 80654. Телефонный код — 3266.